# Netsky (album)
Netsky je první album belgického drum and bassového producenta Netsky.

## Seznam skladeb
| CD verze | CD verze                                         | CD verze |
| Pořadí   | Název                                            | Délka    |
| -------- | ------------------------------------------------ | -------- |
| 1.       | Escape (feat. MC Darrison)                       | 5:58     |
| 2.       | Iron Heart                                       | 5:56     |
| 3.       | Moving With You (feat. Jenna G)                  | 5:15     |
| 4.       | Secret Agent                                     | 5:35     |
| 5.       | Mellow (feat. Terri Pace)                        | 4:41     |
| 6.       | I Can't Hold It                                  | 3:57     |
| 7.       | Storm Clouds                                     | 5:42     |
| 8.       | Gravity                                          | 4:29     |
| 9.       | Let's Leave Tomorrow (feat. Bev Lee Harling)     | 4:35     |
| 10.      | Rise and Shine                                   | 4:50     |
| 11.      | The Magic Russian Bottle                         | 4:48     |
| 12.      | Endless Search                                   | 4:16     |
| 13.      | Lost Without You                                 | 5:18     |
| 14.      | Pirate Bay                                       | 5:39     |
| 15.      | Porcelain                                        | 4:34     |
| 16.      | Netsky (Continuous Album Mix) (iTunes exclusive) | 32:31    |

| Vinyl verze | Vinyl verze                                  | Vinyl verze |
| Pořadí      | Název                                        | Délka       |
| ----------- | -------------------------------------------- | ----------- |
| 1.          | Escape (feat. MC Darrison)                   | 5:58        |
| 2.          | Mellow (feat. Terri Pace)                    | 4:41        |
| 3.          | Iron Heart                                   | 5:56        |
| 4.          | Let's Leave Tomorrow (feat. Bev Lee Harling) | 4:35        |
| 5.          | Secret Agent                                 | 5:35        |
| 6.          | Gravity                                      | 4:29        |
| 7.          | The Magic Russian Bottle                     | 4:48        |
| 8.          | Storm Clouds                                 | 5:42        |

## Umístění v hitparádách
| Hitparáda (2010/2011)            | Umístění |
| -------------------------------- | -------- |
| Belgická hitparáda alb (Flandry) | 31       |